# Vladimir Kotlinski
 (octobre 2023).
La mise en forme du texte ne suit pas les recommandations de Wikipédia : il faut le « wikifier ».
Les points d'amélioration suivants sont les cas les plus fréquents. Le détail des points à revoir est peut-être précisé sur la page de discussion.
- Les titres sont pré-formatés par le logiciel. Ils ne sont ni en capitales, ni en gras.
- Le texte ne doit pas être écrit en capitales (les noms de famille non plus), ni en gras, ni en italique, ni en « petit »…
- Le gras n'est utilisé que pour surligner le titre de l'article dans l'introduction, une seule fois.
- L'italique est rarement utilisé : mots en langue étrangère, titres d'œuvres, noms de bateaux, etc.
- Les citations ne sont pas en italique mais en corps de texte normal. Elles sont entourées par des guillemets français : « et ».
- Les listes à puces sont à éviter, des paragraphes rédigés étant largement préférés. Les tableaux sont à réserver à la présentation de données structurées (résultats, etc.).
- Les appels de note de bas de page (petits chiffres en exposant, introduits par l'outil «  Source ») sont à placer entre la fin de phrase et le point final[comme ça].
- Les liens internes (vers d'autres articles de Wikipédia) sont à choisir avec parcimonie. Créez des liens vers des articles approfondissant le sujet. Les termes génériques sans rapport avec le sujet sont à éviter, ainsi que les répétitions de liens vers un même terme.
- Les liens externes sont à placer uniquement dans une section « Liens externes », à la fin de l'article. Ces liens sont à choisir avec parcimonie suivant les règles définies. Si un lien sert de source à l'article, son insertion dans le texte est à faire par les notes de bas de page.
- La présentation des références doit suivre les conventions bibliographiques. Il est recommandé d'utiliser les modèles {{Ouvrage}}, {{Chapitre}}, {{Article}}, {{Lien web}} et/ou {{Bibliographie}}. Le mode d'édition visuel peut mettre en forme automatiquement les références.
- Insérer une infobox (cadre d'informations à droite) n'est pas obligatoire pour parachever la mise en page.

Pour une aide détaillée, merci de consulter Aide:Wikification.
Si vous pensez que ces points ont été résolus, vous pouvez retirer ce bandeau et améliorer la mise en forme d'un autre article.
Pour les articles homonymes, voir Kotlinski.
Vladimir Karpovitch Kotlinski (22 juillet 1894 - 6 août 1915) est un sous-lieutenant de l'armée impériale russe et héros de la Première Guerre mondiale.
Le 24 juillet 1915, il mène l'« Attaque des hommes morts », au cours de laquelle il est mortellement blessé et meurt le 6 août 1915. Il est décoré de l'Ordre de Saint-Georges 4e classe à titre posthume. À l'occasion du centenaire de cet événement, le 24 juillet 2015, le "Monument aux soldats compatriotes de la Première Guerre mondiale" a été inauguré à Pskov, où l'image collective d'un guerrier "reflète les traits de Vladimir Kotlinski, originaire de Pskov".

## Jeunesse
Vladimir Karpovitch Kotlinski est né le 22 juillet 1894 dans le village de Kirillova Myza, volost de Lisine, district d'Ostrov, gouvernement de Pskov. Son père est un paysan du village de Verkaly, district d'Igoumen, gouvernement de Minsk, aujourd'hui dans le territoire de Chatski (ru). Le nom de la mère n'est pas directement indiqué dans les sources disponibles. Il a été suggéré qu'il s'agit de l'opératrice télégraphique de la station Pskov-1, Natalia Petrovna Kotlinskaïa. On suppose également qu'il y avait au moins un autre enfant dans la famille, le frère cadet de Vladimir, Eugène (1898-1968).
En 1905, Vladimir entra à l'école réelle (en) de Pskov ( Псковское реальное училище). Son bulletin de notes pour la 3e année  a été conservé dans les archives , d'où il ressort qu'à cet âge il montrait un intérêt pour les sciences naturelles et le dessin, avec des résultats parfois déprimants en russe et en langues étrangères ( allemand et français).

## Carrière militaire
Après avoir obtenu son diplôme à l'école réelle de Pskov en 1913, Vladimir Kotlinski réussit les examens de l'École topographique militaire de Saint-Pétersbourg. À l'été 1914, après les premiers cours de cadets, il suivit une pratique géodésique standard près de Rēzekne ( Режицей), dans le gouvernement de Vitebsk.
Un mois plus tard du commencement de la Première Guerre mondiale, l'école organisa une remise de diplômes anticipée aux cadets avec distribution en plusieurs parties. Vladimir Kotlinski reçut le grade de sous-lieutenant du Corps des topographes militaires avec une affectation au 226e régiment d'infanterie Zemlianski , qui devint plus tard une partie de la garnison de la forteresse d'Osovets.

Le 24 juillet 1915, il mène la contre-attaque de la 13e compagnie du 226e régiment pour repousser une attaque au gaz allemande, dite « attaque des hommes morts ». Il mourra quelque temps plus tard du a ces blessures. Le 26 septembre 1916, pour bravoure, il reçut à titre posthume l'Ordre de Saint-Georges, 4e classe : 
Pour avoir été affecté au 226e régiment d'infanterie Zemlianski, le 24 juillet 1915, lors de la bataille de la forteresse d'Osovets, lorsque les Allemands, avec une force d'environ 5 régiments, utilisant des gaz asphyxiants toxiques, occupèrent une partie des positions avancées abandonnées par nous , conscient du danger de la situation qui s'était présentée, ayant inspiré les rangs inférieurs de sa compagnie, il se précipita rapidement avec elle, fit sortir les Allemands des tranchées qu'ils occupaient d'un coup de baïonnette et, avec l'appui de soutiens privés, progressivement faire sortir l'ennemi des tranchées et restaurer la position d'origine. A la fin de cette attaque, le sous-lieutenant Kotlinski est mortellement blessé.

On sait peu de choses sur les détails du service de Kotlinski avant son exploit. L'article « L'exploit de Pskov » , publié en 1915 après sa mort, dit aussi :
Au début de la guerre, un jeune homme, le sous-lieutenant Kotlinski, tout juste diplômé de l'école militaire de topographie, est affecté au début de la guerre au régiment N. Cet homme semblait complètement ignorer ce qu’était un sentiment de peur ou même un sentiment d’auto-préservation. Déjà dans le travail précédent du régiment, il a apporté de nombreux avantages en commandant l'une des compagnies.
La confirmation de la description élogieuse peut être la liste des récompenses à vie dans « Héros et victimes de la guerre patriotique de 1914-1915 et 1916 », une annexe du magazine Ogoniok . Dans l'une des listes, Kotlinski est indiqué par erreur comme enseigne , mais la liste des récompenses est fiable :
- Ordre de Sainte-Anne 3e et 4e classe
- Ordre de Saint-Stanislas, 3e classe avec épées et arc

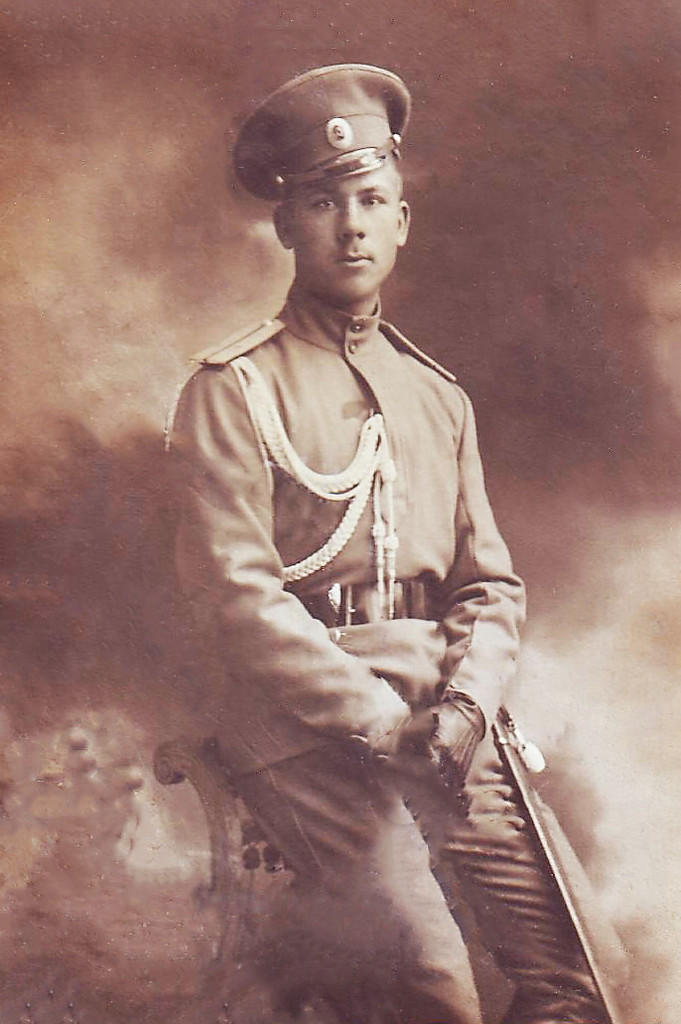

|  |

|  |  |  |  |

## Décorations
Il a été récipiendaire de :
- L'ordre de Saint-Stanislas, 3e classe

- L'ordre de Saint-Anne, 3e et 4e classe

- L'ordre de Saint-George, 4e classe (à titre posthume)

## Mémoire
À l'occasion du centenaire de l'attaque des hommes morts, le 24 juillet 2015, le "Monument aux soldats compatriotes de la Première Guerre mondiale" a été inauguré à Pskov. Le 30 mars 2019, lors d'une séance du conseil municipal de Pskov, il a été décidé de donner à l'une des rues le nom de Vladimir,.